# مورچه‌گیرک سینه‌راه‌راه
مورچه‌گیرک سینه‌راه‌راه (نام علمی: Myrmotherula longicauda) نام یک گونه از سرده مورچه‌گیرک‌ها است.